# Ghen

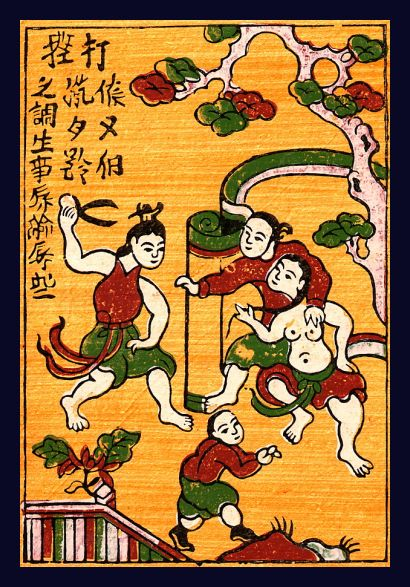
Một cảnh đánh ghen được thể hiện trên tranh Đông Hồ của Việt Nam

Ghen thường đề cập đến những suy nghĩ hoặc cảm giác bất an, sợ hãi và lo lắng về sự thiếu thốn tương đối về tình cảm trong một mối quan hệ lãng mạn do đó, trong bối cảnh này được hiểu như là ghen tuông (Jealousy). Ghen có thể bao gồm một hoặc nhiều cảm xúc như giận dữ, oán giận, phẫn uất, khó chịu, bất lực hoặc ghê tởm. Theo nghĩa ban đầu của nó, ghen tị khác biệt với ghen tị, mặc dù hai thuật ngữ này đã trở thành đồng nghĩa phổ biến trong ngôn ngữ tiếng Anh, và ghen tị giờ đây cũng sử dụng định nghĩa ban đầu được sử dụng riêng cho ghen tị. Hai cảm xúc này thường bị nhầm lẫn với nhau, vì chúng có xu hướng xuất hiện trong cùng một tình huống. Theo dòng lịch sử, các nghệ sĩ cũng đã khám phá chủ đề Ghen trong ảnh, tranh, phim, bài hát, vở kịch, thơ, và sách, và các nhà thần học đã đưa ra quan điểm tôn giáo về sự ghen tuông dựa trên kinh sách của đức tin của họ.

## Đại cương
Ghen là một dạng bản năng của con người không thể loại bỏ mà chỉ có thể kiểm soát bằng lý trí, khả năng tự làm chủ bản thân hoặc thông qua những mối quan hệ xã hội tích cực, thiện chí, là một trạng thái tình cảm bí ẩn ngay cả với chính người trong cuộc, đó là hình thức luôn liên quan tới cảm giác sợ mất mát và luôn có ít nhất 03 đối tượng gồm người ghen, người bị ghen và người liên quan đến người bị ghen (có thể là một hoặc một vài người cụ thể nhưng cũng có khi là những đối tượng chung chung, những đối tượng không tồn tại thật sự ngoài đời hoặc xuất hiện liên quan đến cuộc sống của những đối tượng ghen và đang ghen như các diễn viên điện ảnh, ca sĩ, cầu thủ).
Khi ghen thì trong cơ thể sẽ xảy ra các phản ứng cả về tâm lý và hành động với các biểu hiện đau đớn về tinh thần, tức giận, buồn bã,bi quan, ghen tị, sợ hãi, lo lắng về hình ảnh của mình, tự xót thương mình, cảm thấy bị bẽ mặt (tâm lý), run rẩy, toát mồ hôi, tự trấn an mình, có những hành động hung hăng, thậm chí bạo lực (hành động). Ghen được cho là khó tránh khỏi trong tình yêu và đôi lúc sự Ghen thái quá lại khiến mối quan hệ rạn nứt, khi sự Ghen thái quá chủ thể có khả năng sẽ hành động một cách ngớ ngẩn, thể hiện như sự bực bội, khó chịu khi một đối tượng nói chuyện thân mật với người khác giới, người tình cũ và có cảm giác thấy mình đang bị bỏ rơi, bị phản bội và cảm thấy bấp bênh cho tình yêu của chính mình, có những cặp đôi còn Ghen nhau ngay trong ngày cưới. Những biểu hiện của Ghen đối với những người có tâm lý hướng ngoại gồm biểu hiện sự giận dữ, Ghen ầm ĩ, đối với những người có xu hướng hướng nội thì biểu hiện sự Ghen của mình bằng sự xa lánh, lạnh lùng, khinh bỉ, căm thù đối tượng. Cả hai dạng này đều rất nguy hại cho sức khỏe cả thể chất và tinh thần.
Nguyên nhân của loại tâm lý này xuất phát từ sự không tin tưởng vào bản thân, không tin người yêu cũng như mối quan hệ giữa họ, cộng với cảm giác sở hữu khi yêu, hai bên có xu hướng chỉ muốn nửa kia của mình ở bên mình, không muốn chia sẻ cho bất cứ ai, bởi vậy nhiều lúc thấy đối tượng trò chuyện vui vẻ với người khác giới là có cảm giác lo lắng, bấp bênh. Trong khi yêu, những đôi bạn trẻ luôn có cảm giác khó chịu đối với những người khác phái vây quanh hoặc theo đuổi đối tượng của mình. Khi người ta yêu nhau tha thiết hầu như những cặp đôi sẽ không muốn có bất cứ một ai xen ngang vào cuộc tình của họ và khi đã lập gia đình, sự Ghen càng thể hiện rõ nét. Thực tế cho thấy, chẳng ông chồng hay bà vợ nào mà không ghen khi một nửa của mình có dấu hiệu ngoại tình hoặc đã ngoại tình.
Ở góc độ tâm lý và y học, Ghen có thể ảnh hưởng trực tiếp đến trí não, nó làm giảm trí thông minh, thiếu logic, đánh mất sự tự tin, tiêu tan độ hấp dẫn cũng như nhân cách con người. Tuy nhiên vẫn có ý kiến cho rằng, Ghen ở một mức độ nhất định có tính tích cực nhất định vì nó chứng tỏ tình cảm giữa hai bên sâu nặng, và góp phần thắt chặt mối quan hệ giữa hai người và một chút Ghen hờn giận sẽ làm cho tình yêu thêm nồng nàn và hiểu nhau hơn, nó cũng là một biểu hiện của tình yêu sâu nặng. Dù vậy nếu không kiểm soát được thì sẽ dẫn đến hậu quả khó lường, sự Ghen ở một mức độ vừa phải sẽ làm cho tình yêu bền chặt hơn, nhưng nếu Ghen mù quáng dẫn đến có những lời nói, hành vi thiếu kiềm chế sẽ là một trong những nguyên nhân của tội phạm, bi kịch tình yêu, bi kịch gia đình.
Ganh tị cũng là một trong những nguyên nhân gây ra bạo lực gia đình với những loại bạo hành gia đình thường được kết hợp với lý do ngoại tình, nghi ngờ hoặc người phụ nữ đang có ý định thoát khỏi mối quan hệ. Trong một góc độ tâm lý học tiến hóa này đã được giải thích là người đàn ông cố gắng để kiểm soát sinh sản ở nữ và đảm bảo độc quyền tình dục cho chính mình bằng bạo lực hoặc đe dọa bạo lực. Sự nguy hiểm của ngoại tình tình dục, nguyên nhân dẫn đến xung đột không thể hòa giải giữa vợ chồng, có thể dẫn đến bạo lực gia đình, thậm chí giết người.

## Khác biệt về giới
Nhìn chung, phụ nữ có máu ghen nhiều hơn nam giới, họ đặc biệt sợ sự phản bội tình cảm và đau khổ hơn là sự không chung thủy về mặt tình dục (sợ bị bỏ rơi). Khi có hiện tượng ghen xuất hiện người ta thường nghĩ đàn ông hay phụ nữ đều giống nhau nhưng có ý kiến cho rằng người đàn ông ghen khi bị đối tác phản bội về tình dục thì phụ nữ lại ghen và đau đớn khi chồng gian dối tình cảm. Về diễn biến quá trình ngoại tình, thông thường quá trình ngoại tình của đàn ông thường diễn ra nhanh hơn phụ nữ, có khi chỉ vì lý do tình dục. Họ có thể ngẫu hứng rất nhanh, nếu được bên kia chấp thuận và có cơ hội. Họ sẵn sàng quan hệ tình dục không cần đắn đo. Về sinh lý, đàn ông có thể đạt khoái cảm cả với người đàn bà mà họ không yêu, thậm chí không biết tên là gì, hoặc thua kém vợ mình về nhiều phương diện, ngay cả lúc họ đang có hạnh phúc gia đình. Chính vì đặc điểm này mà người phụ nữ luôn lo lắng và Ghen vì họ không thể chắc chắn kiểm soát được đối tượng của mình.
Đối với những phụ nữ ngoại tình, một phần lớn nguyên nhân do tình cảm và quá trình ngoại tình của phụ nữ nói chung lâu dài hơn, nhiều công phu hò hẹn, gặp gỡ hơn, do đó có những dấu hiệu dễ bị phát hiện hơn, và khi họ đã ngoại tình với ai thì thường là họ yêu người đó, đa số phụ nữ chỉ ngoại tình khi họ không có tình yêu trong hôn nhân. Vì thế, một khi đàn bà đã ngoại tình, họ đã bị cuốn hút cả về tinh thần lẫn thể xác. Chính vì đặc điểm này, người đàn ông ghen và có cảm giác bất lực khi không thể níu kéo một mối quan hệ đang đổ vỡ không thể ngăn cản.

### Phụ nữ

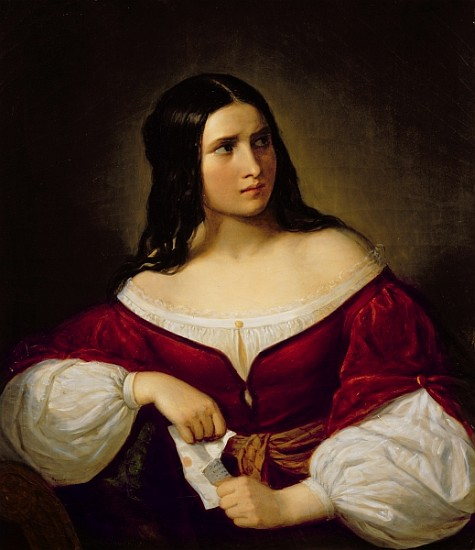
Họa phẩm mô tả cảm xúc của một thiếu nữ đang ghen với ánh mắt thể hiện sự khó chịu, giận dỗi. Vẽ bởi Natale Schiavoni vào khoảng năm 1820.

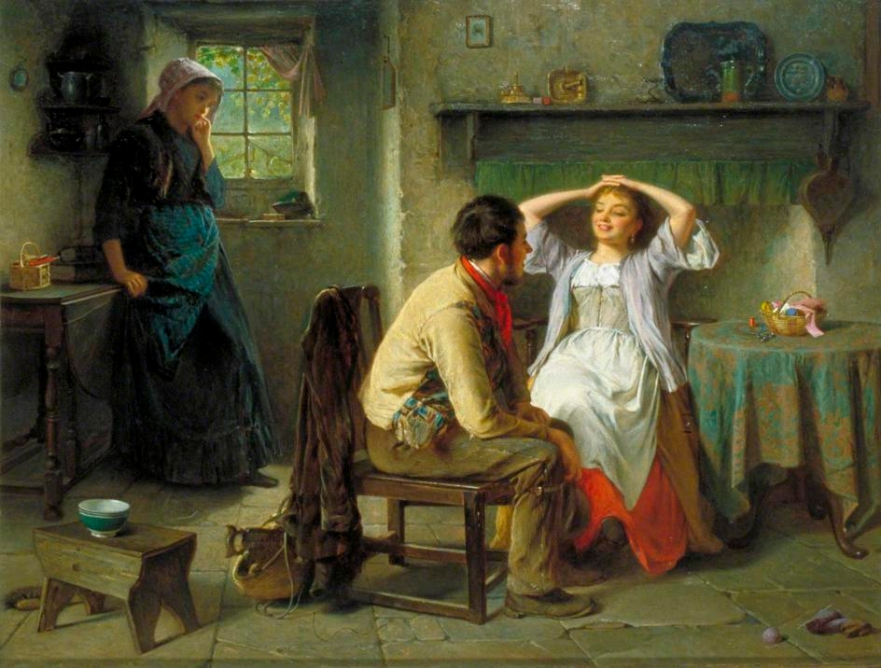
Bức tranh khắc họa trạng thái Ghen âm thầm, trong đó người phụ nữ (áo đen) đang có ánh mắt nhìn với những cảm xúc khó tả đối với cuộc trò chuyện giữa một người đàn ông và đàn bà khác

Về cơ chế tâm lý, người phụ nữ luôn cảm thấy vui sướng và tự hào khi có được một người yêu như ý muốn, tuy nhiên, sau đó, một chút ghen tị sẽ nảy sinh. Dần dần, ghen tị đã trở thành điều không thể thiếu trong các mối quan hệ, và khi Ghen trở nên vô lối và không thể chấp nhận được, có những người ngày càng trở nên quá quắt thậm chí còn Ghen với cả những người bạn gái thân thiết hay đồng nghiệp của bạn trai mình. Điều này dẫn đến hệ quả là dần dần bị người yêu xa lánh và dẫn đến chia tay.
Khi đã có gia đình, một số phản ứng thường gặp của các bà vợ khi chồng vụng trộm là đánh ghen với tình địch, giận hờn, chì chiết, tuy nhiên họ có thể bỏ qua, tha thứ cho chồng. Phụ nữ hay ghen khi cảm thấy bạn đời hờ hững, lạnh nhạt với mình. Có những phụ nữ Ghen kiểu lặng thầm, đó là do họ mất đi sự tự tin vào bản thân, lo sợ mình không còn nắm giữ được trái tim của bạn đời, sợ bị bỏ rơi. Họ càng ghen khi tự mình phóng đại và suy diễn những hành động của nam giới và kết luận rằng anh ta có dấu hiệu phản bội.
Phụ nữ ghen sẽ tìm kiếm những bằng chứng và dấu vết từ người chồng như mùi nước hoa lạ, những tài liệu quên trong túi áo, túi quần, tin nhắn hoặc số điện thoại lạ… Khi phát hiện ra bằng chứng về sự phản bội, lo sợ rằng mình sẽ bị bỏ rơi, phụ nữ sẽ khóc lóc hoặc đe doạ bạn đời và thường sẽ tìm mọi cách gặp trực tiếp tình địch để giải quyết. Nói chung, phụ nữ khi ghen thì mỗi người có một kiểu ghen khác nhau, có cái ghen sáng suốt, minh mẫn, nhưng cũng có cả kiểu ghen mù quáng.
Một số dấu hiệu chứng tỏ phụ nữ ghen như:
- Luôn kè kè hoặc gọi điện cho đối tượng nhiều lần trong ngày để biết đang ở đâu, làm gì, với ai. Mỗi khi đối tượng đi đâu ra khỏi nhà, phụ nữ đều muốn bám đuôi hoặc âm thầm lên kế hoạch kiểm soát. Ngoài ra họ luôn nhìn soi xét, nhìn chú ý tới từng ngóc ngách trên quần áo để phát hiện một dấu son môi hay vết bẩn bất thường.
- Tức phát điên khi đối tượng nhìn người phụ nữ khác. Đây là dấu hiệu của một người phụ nữ thích sở hữu người yêu.
- Không thích đối tượng của mình kết thân với những người độc thân vì tất cả những người con gái độc thân mà họ biết đều có thể là mối nguy hiểm đe dọa tình yêu của hai người.
- Sẵn sàng kết tội lừa dối cho người yêu vì trong tâm trí của phụ nữ này, đối tượng luôn là người có tội cho đến khi nào nàng thu thập được hết các bằng chứng ngoại phạm.
- Không ngại thể hiện hành động Ghen ở nơi công cộng.

Một số dấu hiệu khác của sự Ghen thái quá:
- Bị đe doạ bằng hành vi bạo lực nếu người nam rời bỏ người yêu.
- Từng hành động của đối tượng đều bị theo dõi và tra hỏi.
- Mối quan hệ của đối tượng với đồng nghiệp hay người khác giới đều bị nghi ngờ là mờ ám hay lăng nhăng.
- Người nam bị chỉ trích trước mặt người khác.
- Mọi người quen của đối tượng đều bị nhìn với ánh mắt nghi ngờ.
- Người nam bị kiểm soát ngay cả khi ở cơ quan, công ty hoặc nơi làm việc.
- Luôn cảm thấy bất an và không được tự do.
- Mọi hành động của đối tượng đều bị suy diễn và hiểu sai.
- Người yêu của người nam trở nên quá nhạy cảm và hay chỉ trích.

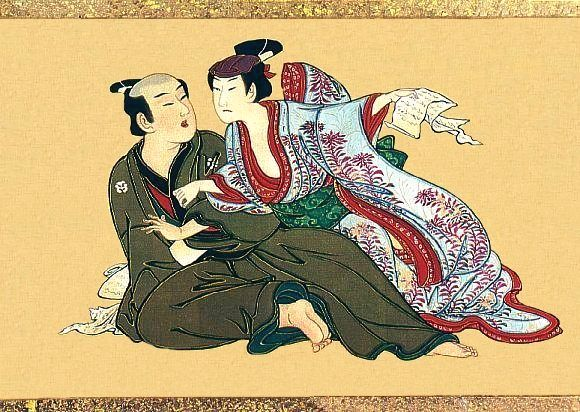
Tranh vẽ của Nhật Bản về người phụ nữ đã lục soát và tìm được chứng cứ là bức thư tình trong áo của người chồng

Đối với người vợ trong gia đình, họ có một số dấu hiệu sau:
- Giận dữ khi chồng nhìn người phụ nữ khác. Có không ít phụ nữ tức giận không chỉ khi chồng nhìn người phụ nữ khác mà còn có thể giận dữ cả việc có một cô gái xinh đẹp đi ngang qua chồng.
- Không muốn chồng đi chơi với bạn bè vì họ sợ rằng khi đàn ông đàn đúm thì sẽ xuất hiện thêm những cô gái quyến rũ và vì thế họ không bao giờ muốn chồng đi chơi với bạn bè.
- Bực bội với cả những hành vi hợp lý, một số người thậm chí khó chịu cả với những hành vi của chồng như đi thăm mẹ hay những người thân là phụ nữ khác như chị em gái...
- Tra vấn bạn bè của chồng
- Thường tình cờ và bất ngờ xuất hiện ở những nơi chồng đang ngồi với bạn bè.
- Nghi ngờ chồng dan díu với các đồng nghiệp nữ. Mỗi khi chồng ở lại làm việc muộn là lập tức thấy nghi ngờ.
- Tạo ra sự cố trước nơi công cộng
- Không thích chồng có những người bạn độc thân.
- Dằn vặt chồng mỗi ngày với những nghi ngờ của mình. Người chồng luôn phải chứng minh cho lòng chung thủy của mình mỗi ngày. Ngay cả khi những người vợ đã nhận ra là mình vô lý và xin lỗi thì ngày hôm sau họ vẫn tiếp tục trách móc và tức tối.
- Tiếp tục theo dõi chồng khắp nơi.

Tuy vậy, người phụ nữ có thể dễ dàng chấp nhận tha thứ và cho người đàn ông của mình một cơ hội do họ luôn cố gắng làm cho mối quan hệ yêu đương trở nên sâu sắc bằng cách tăng mức độ gắn kết tình cảm. Người phụ nữ không quá lo ngại vì việc phản bội tình dục mà họ đặc biệt lo ngại người đàn ông của họ đang xây dựng sự gắn kết tình cảm với người phụ nữ khác.

### Đàn ông
Trong khi yêu, cơn ghen của người đàn ông thường là biểu hiện của sự sở hữu và tính chiếm hữu, đồng thời sự Ghen này cũng thường xuất phát từ việc cảm thấy không chắc chắn, không yên tâm về tình cảm của phụ nữ dành cho mình, nhất là đôi lứa khi chưa phải là vợ chồng chính thức của nhau nên đàn ông thường có tâm lý chưa thật sự tự tin vào bản thân mình và chưa tự tin vào người bạn gái của họ, điều đó dẫn đến nảy sinh từ việc mất niềm tin vào bản thân. Sự Ghen mù quáng của người yêu khiến đối tượng trở nên mệt mỏi, tình yêu bị đe dọa và đặc điểm chung là đàn ông khi Ghen dễ bạo lực mù quáng, Ghen quá mức dễ tạo hành động bạo lực trong nam giới, ho khó kiểm soát sự ghen tỵ của mình và sự thất vọng hay mất tin tưởng lại càng đổ thêm dầu vào lửa, một số biểu hiện như chồng thiêu chết, chém vợ chết, giết cả nhà vợ vì ghen, ném con chết vì ghen vợ, ghen rồi giết vợ vì vợ làm tiếp viên, chặt vợ thành nhiều khúc, thiêu chết vợ...
Xét về tâm lý thì người đàn ông khi thật sự yêu một ai đó hầu hết đều có thể Ghen một cách vô cớ, nhất là khi nửa kia của họ đang tỏ ra quan tâm đặc biệt tới một người nào khác ngoài họ, tuy nhiên họ chỉ ghen, khó chịu về nội tâm mà ít khi thực hiện các hành vi thái quá như theo dõi, đánh ghen.... giống như phụ nữ.
Khi đang yêu đương, cưa cẩm và tán tỉnh phụ nữ, đàn ông có một số dấu hiệu biểu hiện ghen là:
- Nhóm dấu hiệu về thái độ khó chịu, tâm lý không vui vẻ gồm:

Tỏ vẻ khó chịu khoặc không vui khi người phụ nữ của mình đề cập hoặc nói tốt, có thể người đàn ông ghen vì ghen vì bạn tình của anh ta đã vui vẻ với người đó mà không có anh ta bên cạnh. Một số người còn nhắc đi nhắc lại về một người bạn khác giới, một số người đàn ông khác thì tỏ vẻ không vui vi người phụ nữ của mình đề cập đến một người đàn ông khác hoặc người phụ nữ của mình bị hấp dẫn bởi một người đàn ông khác.
Một số người còn tỏ thái độ khó chịu và ghét những bức ảnh của người yêu mình chụp chung với người yêu cũ, một số người thậm chí còn yêu cầu bạn của mình bỏ những tấm ảnh đó đi. Một số người khác luôn yêu cầu đối tượng của mình phải mang hình của mình, hoặc hình của hai người chụp chung cùng nhau, đây cũng là một biểu hiện của tính sở hữu.
Khi người khác khen đối tượng của mình hấp dẫn thì đàn ông thường cảm thấy buồn thay vì tự hào về điều này, một số người còn khó chịu vì cách ăn mặc của người phụ nữ của mình nếu nó có tính khêu gợi, họ sẽ cấm đoán hoặc im lặng và hậm hực.
- Nhóm dấu hiệu về tâm lý sở hữu biểu hiện gồm:

Thái độ muốn sở hữu người phụ nữ anh ta đang đeo đuổi, một hình thức phổ biến nhất là điện thoại liên tục cho người phụ nữ của mình để biết thông tin, một số người khác thì muốn biết chi tiết tất cả mọi hoạt động của người phụ nữ, thậm chí một số người đàn ông luôn nhìn một cách có kiểm soát đối với bạn gái hoặc người mình để ý một cách công khai hoặc bất giác, liên tục nhìn vào mắt phụ nữ với cái nhìn có phần nặng nề, căng thẳng hoặc ở mức độ nhẹ hơn là luôn để mắt đến người phụ nữ của mỉnh. Dấu hiệu không muốn người phụ nữ của mình có thêm những người bạn mới.
- Nhóm dấu hiệu về những hành động thất thường:

Thay đổi tâm trạng thất thường, dễ nổi cáu, nóng nảy, tức giận và trạng thái dễ bị kích động, một số người đàn ông còn vô cớ gây sự với người phụ nữ. Một số người đàn ông có hành động xa lạ chứng tỏ dấu hiệu rõ ràng của sự tự ái, bất cần với biểu hiện thường thấy là thái độ nhìn thấy bạn gái mà như không chứng tỏ lòng ghen tị lên tới đỉnh điểm.
| “                  | Biểu hiện chung của đàn ông Ghen là sẵn sàng lớn tiếng, quát nạt đối phương, bàng quan với mọi thứ xung quanh. Có một số người thì đập phá đồ đạc hoặc trút giận bằng cách đấm vào tường | ” |
| — Nhà tâm lý Hauck | |   |

Một số người khác tỏ ra bí ẩn và im lặng hoặc giả vờ như không quan tâm và hành xử bất thường như phớt lờ người yêu của mình, lờ đi sự hiện diện của người phụ nữ. Đây là một trong những dấu hiệu thể hiện sự bất an và Ghen vì sự thay đổi cảm xúc đột ngột cũng là dấu hiệu của ghen tị. Ngoài ra họ còn thường xuyên nói ngược lại với mong muốn của mình. Hoặc một số khác thì luôn tự làm tổn thương bản thân mình.
Khi đã có gia đình thì đàn ông ghen khi người khác động chạm vào người phụ nữ của họ, họ luôn mong muốn bạn đời của mình duyên dáng ở chốn đông người để họ được hãnh diện sánh vai nhưng lại rất ghen khi người phụ nữ nhận được nhiều sự quan tâm hay đùa cợt, các hành vi cợt nhã, thân mật, đụng chạm quá mức từ những người khác phái. Với bản tính hiếu thắng, họ khó có thể chấp nhận việc bạn đời chia tay mình để đến với người khác.
Người đàn ông ghen khi bị đối tác phản bội về tình dục nguyên nhân này có nguồn gốc từ thời thượng cổ, theo đó người đàn ông muốn đảm bảo đối tác phải sinh ra đứa con đích thực là giọt máu của họ, điều này trái ngược với người phụ nữ lại mong họ và con cái sẽ được một người chồng toàn tâm toàn ý với gia đình, không bị chia sẻ tình cảm bởi bất cứ ai.
Một thống kê cho thấy những nguyên nhân khiến đàn ông ghen là:
- Khi có một người vợ xinh đẹp, giỏi giang khiến những ông chồng này sợ bị người khác để ý tới, sợ bị người đời so sánh…. hoặc ghen vì người vợ của mình hơn mình về nhiều mặt.
- Do tính mặc cảm, thiếu tự tin vào bản thân của mình, thiếu tự tin vào quan hệ của hai người, nhất là những người đàn ông mặc cảm, có hoàn cảnh thì thường hay ghen.
- Có tính trăng hoa dẫn đến quy kết xét nét người vợ.
- Ghen vì vợ thích, xuất phát từ quan điểm "có yêu mới ghen".

Đàn ông khi ghen thường quan sát vẻ ngoài và thời gian biểu của người phụ nữ và mọi biểu hiện khác với thói quen thông thường đều bị tra hỏi cặn kẽ. Khi phát hiện ra bằng chứng về sự phản bội, họ đôi khi trở nên hung dữ, bạo lực, họ khống chế, chỉ trích người phụ nữ bằng đủ mọi cách nhưng một số không dễ dàng chia tay ngay lập tức.
Mặt khác, đàn ông đôi khi cũng Ghen không kém gì phụ nữ. Nguyên nhân xuất phát từ lòng tự ái đàn ông. Một số người căm giận vợ và đổ mọi tội lỗi lên đầu người vợ, không buông tha cho vợ mà tìm cách hạ nhục. Ngoài việc ngoại tình để trả thù một số người thậm chí còn giữ lại bằng chứng ngoại tình của vợ rồi rêu rao với mọi người, từ họ hàng, bạn bè, hàng xóm, thậm chí đến con cái. Có trường hợp cá biệt ở Việt Nam khi anh chồng phát hiện vợ ngoại tình liền chụp ảnh nhà nghỉ nơi vợ gặp gỡ người tình, rồi đóng khung, treo trên giường ngủ hai vợ chồng. Có anh chồng khi bắt quả tang vợ đã bắt tình địch trả tiền. Sau đó, anh ta để số tiền ở một chỗ dễ thấy trong nhà, mỗi khi con cái xin tiền đóng học phí hay mua món gì, anh lại bảo con lấy số tiền mẹ kiếm được để dùng.
Nhưng một diễn tiến khác, nếu vì lý do nào đó mà người đàn ông không thể hỏi thẳng vợ chuyện ngoại tình, vẫn phải xem như không biết gì thì tâm trạng họ sẽ trở nên u uất, có thể sinh nát rượu, tự hủy hoại cuộc đời mình. Cũng có người sẽ dồn hết cả tình thương yêu vào con cái, hay các con vật nuôi trong nhà. Do đặc điểm giới tính, họ không chia sẻ được nỗi đau đớn này với bạn bè. Hầu như không có đàn ông nào khóc lóc trong vòng tay bè bạn như phụ nữ thường làm, bản chất hiếu thắng của đàn ông không cho phép họ bộc lộ cho nên nỗi đau càng chất chứa trong lòng và họ cứ thầm lặng chịu đựng một mình.

## Ghen bệnh lý
Ghen có tính chất bệnh lý là một triệu chứng bệnh lý của một số bệnh khác nhau trong tâm thần học và nó được coi như là hoang tưởng với nội dung Ghen. Người bệnh khẳng định rằng bạn tình của mình hoặc vợ của mình không chung thủy mặc dù không có một bằng chứng nào về điều này và không thể giải thích, đả thông cho người bệnh được. Kèm theo hoang tưởng Ghen này người bệnh còn có nhiều rối loạn hành vi cũng như là cảm xúc đi kèm. Một bệnh lý phổ biến dẫn đến hoang tưởng Ghen là tình trạng loạn thần do rượu. Sử dụng rượu làm giảm khả năng tình dục của nam giới và khi sử dụng rượu lâu ngày sẽ gây biến đổi chức năng của bộ não, biến đổi sinh hóa não dẫn đến hoang tưởng Ghen.
Một bệnh lý nữa có thể gặp hoang tưởng Ghen là bệnh tâm thần phân liệt dẫn đến Ghen hoang tưởng hay ghen bóng ghen gió. Trong bệnh này, bệnh nhân cũng có một khẳng định chắc chắn không dựa trên một cơ sở nào là vợ ngoại tình, không thể giải thích, thuyết phục bệnh nhân, hành vi của bệnh nhân bị rối loạn nghiêm trọng, thậm chí có thể tự sát vì buồn chán, thất vọng do sự ngoại tình của vợ.
Hoang tưởng Ghen có khi gặp trong bệnh tâm thần phân liệt. Người bệnh có thêm các triệu chứng như tự kỷ, thiếu hòa hợp, khả năng thích nghi, hòa nhập giảm sút, tan rã nhân cách (không còn sinh hoạt cư xử như người bình thường). Hoang tưởng Ghen còn gặp ở những người nghiện rượu, động kinh và chấn thương sọ não. Hầu hết những bệnh nhân có hoang tưởng ghen tưông này đều không thừa nhận rằng đây là bệnh và không bao giờ chịu đi chữa bệnh, không tự giác uống thuốc. Nếu muốn chữa cho bệnh nhân thường phải cưỡng chế trong giai đoạn đầu cho đến khi bệnh nhân ý thức được tình trạng bệnh lý của mình. Tuy nhiên cũng có một số ít trường hợp hoang tưởng Ghen gặp ở những trường hợp rối loạn hoang tưởng dai dẳng có thể ý thức được đây là tình trạng bệnh lý và tự giác đi chữa bệnh 

## Ghen và rượu
Ban đầu những ý tưởng Ghen chỉ có khi bệnh nhân say rượu. Về sau những ý tưởng Ghen này trở nên bền vững và xuất hiện cả khi bệnh nhân không uống rượu. Từ chỗ nghi ngờ dần dần khẳng định chắc chắn là vợ mình ngoại tình. Bệnh nhân rình mò, tra khảo vợ, thậm chí thuê cả người theo dõi vợ mình, bắt vợ phải nhận lỗi, phải thừa nhận là có ngoại tình mặc dù trên thực tế hoàn toàn không có như vậy. Bệnh nhân thường khẳng định người yêu của vợ mình thường là những người quen biết, có thể là người yêu cũ của vợ. Hoang tưởng Ghen này còn kéo theo nhiều rối loạn khác do suy luận một cách bệnh lý của bệnh nhân như là vợ lấy tiền của mình cho người yêu, đầu độc bệnh nhân để có thể có tự do với người yêu. Mọi hành vi của bệnh nhân có thể rối loạn nghiêm trọng như là không ăn đồ ăn do vợ nấu, hoặc bắt vợ ăn trước rồi mình mới ăn. Nói chung, rượu là một căn nguyên dẫn đến Ghen bệnh lý phổ biến nhất, bên cạnh đó nó còn làm yếu chức năng tình dục và gây ra nhiều bệnh lý về gan, dạ dày vì vậy các đấng mày râu không nên uống quá nhiều rượu dẫn đến tình trạng nghiện rượu là rất có hại cho sức khỏe nói chung là sức khỏe tâm thần nói riêng.